# Карагай (Республіка Алтай)
Карагай (рос. Карагай) — село Усть-Коксинського району, Республіка Алтай Росії. Входить до складу Карагойського сільського поселення.
Населення — 452 особи (2015 рік).